# دانیل شاریچ (بازیکن هندبال)
دانیل شاریچ (صربی: Данијел Шарић؛ زادهٔ ۲۷ ژوئیهٔ ۱۹۷۷) بازیکن هندبال اهل بوسنی و هرزگوین است.
از باشگاه‌هایی که در آن بازی کرده‌است می‌توان به باشگاه هندبال بارسلونا و باشگاه فوتبال بارسلونا اشاره کرد.